# Isturgia conspicuaria
Isturgia conspicuaria är en fjärilsart som beskrevs av Moritz Balthasar Borkhausen 1794. Isturgia conspicuaria ingår i släktet Isturgia och familjen mätare. Inga underarter finns listade i Catalogue of Life.